# 체바 정리

체바 정리의 도해. O 점이 삼각형 내부에 있는 경우.

체바 정리의 도해. O 점이 삼각형 외부에 있는 경우.

기하학에서 체바 정리(Ceva定理, 영어: Ceva's theorem)는 삼각형의 각 꼭짓점을 지나는 직선이 한 점에서 만날 필요충분조건을 제시하는 정리이다.

## 정의
점 {\displaystyle D}, {\displaystyle E}, {\displaystyle F}가 삼각형 {\displaystyle ABC}의 각 변 {\displaystyle BC}, {\displaystyle CA}, {\displaystyle AB}의 직선 위의 점이라고 하자. 체바 정리에 따르면, 다음 두 조건이 서로 동치이다.
- {\displaystyle AD}, {\displaystyle BE}, {\displaystyle CF}는 공점선이거나 평행선이다.
- {\displaystyle {\frac {AF}{FB}}\cdot {\frac {BD}{DC}}\cdot {\frac {CE}{EA}}=1}

두 번째 조건의 세 개의 비율은 단순비를 나타낸다. 즉, 두 유향 선분의 방향이 같을 경우 양의 부호를 취하고, 방향이 반대일 경우 음의 부호를 취한다. 따라서 두 번째 조건을 만족시키려면 {\displaystyle D}, {\displaystyle E}, {\displaystyle F} 가운데 삼각형의 변의 외분점의 수는 짝수이어야 한다. 체바 정리는 세 점 가운데 하나가 무한원점인 경우에도 성립한다. 이 경우 각 꼭짓점과 대변 위의 무한원점을 잇는 직선은 각 꼭짓점을 지나는 대변의 평행선으로 정의되며, 무한원점의 단순비 값은 −1로 정의된다.

## 증명

### 넓이를 통한 증명
우선 {\displaystyle AD}, {\displaystyle BE}, {\displaystyle CF}가 한 점 {\displaystyle P}에서 만난다고 가정하자.:4-5, §1.2 유향 삼각형 {\displaystyle XYZ}의 유향 넓이를 {\displaystyle S_{XYZ}}로 표기하자. 즉, 이는 세 꼭짓점을 시계 반대 방향으로 열거할 경우 양의 부호를 취하고, 시계 방향으로 열거할 경우 음의 부호를 취한다. 그렇다면, 높이가 같은 삼각형의 넓이는 밑변에 비례한다는 사실을 이용하면
{\displaystyle {\frac {AF}{FB}}={\frac {S_{ACF}}{S_{FCB}}}={\frac {S_{APF}}{S_{FPB}}}}
를 얻으며, 따라서
{\displaystyle {\frac {AF}{FB}}={\frac {S_{ACF}-S_{APF}}{S_{FCB}-S_{FPB}}}={\frac {S_{APC}}{S_{CPB}}}}
이다. 마찬가지로
{\displaystyle {\frac {BD}{DC}}={\frac {S_{BPA}}{S_{APC}}},\;{\frac {CE}{EA}}={\frac {S_{CPB}}{S_{BPA}}}}
가 성립한다. 이 세 등식을 곱하면
{\displaystyle {\frac {AF}{FB}}\cdot {\frac {BD}{DC}}\cdot {\frac {CE}{EA}}={\frac {S_{APC}}{S_{CPB}}}\cdot {\frac {S_{BPA}}{S_{APC}}}\cdot {\frac {S_{CPB}}{S_{BPA}}}=1}
를 얻는다.
이제 {\displaystyle AD}, {\displaystyle BE}, {\displaystyle CF}가 평행선이라고 가정하자. 그렇다면 삼각형 {\displaystyle ABE}와 {\displaystyle AFC}는 닮음이며, 삼각형 {\displaystyle ACD}와 {\displaystyle ECB} 역시 닮음이므로,
{\displaystyle {\frac {AF}{FB}}={\frac {AC}{CE}},\;{\frac {BD}{DC}}={\frac {EA}{AC}}}
이다. (여기서 모든 비율은 유향 선분의 비율인 데 주의하자.) 따라서
{\displaystyle {\frac {AF}{FB}}\cdot {\frac {BD}{DC}}\cdot {\frac {CE}{EA}}={\frac {AC}{CE}}\cdot {\frac {EA}{AC}}\cdot {\frac {CE}{EA}}=1}
이다.
반대로
{\displaystyle {\frac {AF}{FB}}\cdot {\frac {BD}{DC}}\cdot {\frac {CE}{EA}}=1}
가 성립하고 {\displaystyle AD}, {\displaystyle BE}, {\displaystyle CF} 가운데 적어도 한 쌍이 평행하지 않는다고 가정하자. 편의상 {\displaystyle AD}와 {\displaystyle BE}가 평행하지 않는다고 하자. 이들의 교점을 {\displaystyle P}라고 하고, {\displaystyle CP}와 {\displaystyle AB}의 교점을 {\displaystyle F'}이라고 하자. 그렇다면 이미 증명한 바에 의하여
{\displaystyle {\frac {AF'}{F'B}}\cdot {\frac {BD}{DC}}\cdot {\frac {CE}{EA}}=1}
이며, 따라서
{\displaystyle {\frac {AF'}{F'B}}={\frac {AF}{FB}}}
이다. 선분을 주어진 비율로 분할하는 점은 유일하게 결정된다는 사실에 의하여 {\displaystyle F'=F}가 성립한다. 따라서 {\displaystyle AD}, {\displaystyle BE}, {\displaystyle CF}는 한 점 {\displaystyle P}에서 만난다.

### 무게 중심을 통한 증명
체바 정리는 질점의 무게 중심을 사용하여 증명할 수 있다.:138, §12.1 외분점을 고려하기 위해서는 음의 질량을 허용해야 한다. 편의상 삼각형의 각 변의 직선 위의 유향 선분의 유향 길이가 삼각형을 기준으로 시계 반대 방향일 경우 양의 부호를 취하고, 시계 방향일 경우 음의 부호를 취한다고 하자. 예를 들어 {\displaystyle AF}와 {\displaystyle FB}의 길이는 {\displaystyle F}가 내분점일 경우 각각 양과 음의 부호를, 외분점일 경우 각각 음과 양의 부호를 취한다. 이렇게 하면 삼각형의 각 변의 직선 위의 모든 유향 선분에 유일한 유향 길이가 부여된다. 점 {\displaystyle A}, {\displaystyle B}, {\displaystyle C}에 각각 질량 {\displaystyle BD\cdot CE}, {\displaystyle DC\cdot EA}, {\displaystyle BD\cdot EA}를 부여하여 질점 {\displaystyle (A,BD\cdot CE)}, {\displaystyle (B,DC\cdot EA)}, {\displaystyle (C,BD\cdot EA)}를 만들자. 그렇다면 {\displaystyle D}에서 {\displaystyle (A,BD\cdot CE)}와 {\displaystyle (C,BD\cdot EA)}의 돌림힘이 일치하며, {\displaystyle E}에서 {\displaystyle (B,DC\cdot EA)}와 {\displaystyle (C,BD\cdot EA)}의 돌림힘이 일치한다. 즉, {\displaystyle D}는 {\displaystyle (A,BD\cdot CE)}와 {\displaystyle (C,BD\cdot EA)}의 무게 중심이며, {\displaystyle E}는 {\displaystyle (B,DC\cdot EA)}와 {\displaystyle (C,BD\cdot EA)}의 무게 중심이다.
우선 {\displaystyle AD}, {\displaystyle BE}, {\displaystyle CF}가 한 점 {\displaystyle P}에서 만난다고 가정하자. 이 경우 세 질점의 무게 중심은 {\displaystyle AD} 위의 점이자 {\displaystyle BE} 위의 점이어야 하므로 이는 두 직선의 교점 {\displaystyle P}와 같다. {\displaystyle (A,BD\cdot CE)}와 {\displaystyle (B,DC\cdot EA)}의 무게 중심을 {\displaystyle F'}이라고 하자. 그렇다면 {\displaystyle F'}는 선분 {\displaystyle AB} 위의 점이며, 세 질점의 무게 중심 {\displaystyle P}는 {\displaystyle CF'} 위의 점이다. 따라서 {\displaystyle F'=F}이며, {\displaystyle F}는 {\displaystyle (A,BD\cdot CE)}와 {\displaystyle (B,DC\cdot EA)}의 무게 중심이다. 즉, {\displaystyle F}에서 {\displaystyle (A,BD\cdot CE)}와 {\displaystyle (B,DC\cdot EA)}의 돌림힘
{\displaystyle AF\cdot BD\cdot CE=FB\cdot DC\cdot EA}
은 일치한다. 즉,
{\displaystyle {\frac {AF}{FB}}\cdot {\frac {BD}{DC}}\cdot {\frac {CE}{EA}}=1}
이 성립한다. 또한 이러한 세 비율의 곱은 유향 선분의 부호의 정의와 무관하다.
이제 {\displaystyle AD}, {\displaystyle BE}, {\displaystyle CF}가 평행선이라고 가정하자. 이 경우 특히 {\displaystyle AD}와 {\displaystyle BE}가 평행하므로, 세 질점의 무게 중심은 존재하지 않는다. 즉, 세 질점의 질량의 합은 0이다. 즉,
{\displaystyle BD\cdot CE+DC\cdot EA+BD\cdot EA=0}
이며, 이를 정리하면
{\displaystyle {\frac {BD}{DC}}\cdot {\frac {CE}{EA}}=-1-{\frac {BD}{DC}}}
를 얻는다. 새로운 세 질점 {\displaystyle (A,FB\cdot DC)}, {\displaystyle (B,AF\cdot DC)}, {\displaystyle (C,AF\cdot BD)}를 생각하면 마찬가지로
{\displaystyle {\frac {AF}{FB}}\cdot {\frac {BD}{DC}}=-1-{\frac {AF}{FB}}}
를 얻는다. 따라서
{\displaystyle {\frac {AF}{FB}}\cdot {\frac {BD}{DC}}\cdot {\frac {CE}{EA}}={\frac {AF}{FB}}\left(-1-{\frac {BD}{DC}}\right)=-{\frac {AF}{FB}}-{\frac {AF}{FB}}\cdot {\frac {BD}{DC}}=1}
이다.
반대로
{\displaystyle {\frac {AF}{FB}}\cdot {\frac {BD}{DC}}\cdot {\frac {CE}{EA}}=1}
가 성립하고 {\displaystyle AD}, {\displaystyle BE}, {\displaystyle CF}가 평행선이 아니라고 가정하자. 편의상 {\displaystyle AD}와 {\displaystyle BE}가 어떤 점 {\displaystyle P}에서 만난다고 가정하자. 그렇다면 {\displaystyle P}는 세 질점의 무게 중심이다. 또한 세 비율의 곱이 1이라는 등식을 정리하면
{\displaystyle AF\cdot BD\cdot CE=FB\cdot DC\cdot EA}
을 얻으며, 이는 {\displaystyle F}에서 {\displaystyle (A,BD\cdot CE)}와 {\displaystyle (B,DC\cdot EA)}의 돌림힘이 일치한다는 말과 같다. 즉, {\displaystyle F}는 {\displaystyle (A,BD\cdot CE)}와 {\displaystyle (B,DC\cdot EA)}의 무게 중심이다. 따라서 {\displaystyle CF} 역시 {\displaystyle P}를 지난다.

## 따름정리

### 각체바 정리
점 {\displaystyle D}, {\displaystyle E}, {\displaystyle F}가 삼각형 {\displaystyle ABC}의 각 변 {\displaystyle BC}, {\displaystyle CA}, {\displaystyle AB}의 직선 위의 점이라고 하자. 각체바 정리(角Ceva定理)에 따르면, 다음 두 조건이 서로 동치이다.
- {\displaystyle AD}, {\displaystyle BE}, {\displaystyle CF}는 공점선이거나 평행선이다.
- {\displaystyle {\frac {\sin \angle ACF}{\sin \angle FCB}}\cdot {\frac {\sin \angle BAD}{\sin \angle DAC}}\cdot {\frac {\sin \angle CBE}{\sin \angle EBA}}=1}

두 번째 조건의 여섯 개의 각의 크기는 유향각의 유향 크기를 나타낸다. 즉, 유향각이 시계 반대 방향일 경우 양의 부호를 취하고, 시계 방향일 경우 음의 부호를 취한다. 예를 들어, 만약 {\displaystyle F}가 변 {\displaystyle AB}의 내분점이라면, {\displaystyle CA}에서 {\displaystyle CF}로 (180도 이내의 각도로) 회전하는 방향은 시계 반대 방향이며, {\displaystyle CF}에서 {\displaystyle CB}로 회전하는 방향 역시 시계 반대 방향이므로, {\displaystyle \angle ACF}와 {\displaystyle \angle FCB}는 모두 양의 부호를 취한다. 따라서 이들의 사인 값은 모두 양수이다. 만약 {\displaystyle F}가 {\displaystyle B}에 더 가까운 외분점이라면, {\displaystyle CA}에서 {\displaystyle CF}로 회전하는 방향은 시계 반대 방향이나, {\displaystyle CF}에서 {\displaystyle CB}로 회전하는 방향은 시계 방향이므로, {\displaystyle \angle ACF}와 {\displaystyle \angle FCB}는 각각 양과 음의 부호를 취한다. 따라서 이들의 사인 값은 각각 양수와 음수이다. 만약 {\displaystyle F}가 {\displaystyle A}에 더 가까운 외분점이라면, {\displaystyle \angle ACF}와 {\displaystyle \angle FCB}는 각각 음과 양의 부호를 취하며, 이들의 사인 값은 각각 음수와 양수이다. 따라서, 두 번째 조건이 만족되려면 점 {\displaystyle D}, {\displaystyle E}, {\displaystyle F} 가운데 정확히 짝수 개가 외분점이어야 한다.

### 각 변의 중점에 대한 반사의 성질
점 {\displaystyle D}와 {\displaystyle D'}, {\displaystyle E}와 {\displaystyle E'}, {\displaystyle F}와 {\displaystyle F'}이 삼각형 {\displaystyle ABC}의 각 변 {\displaystyle BC}, {\displaystyle CA}, {\displaystyle AB}의 직선 위의 점이며, 서로 각 변 {\displaystyle BC}, {\displaystyle CA}, {\displaystyle AB}의 중점에 대한 반사상이라고 하자. 그렇다면, 다음 두 조건이 서로 동치이다.
- {\displaystyle AD}, {\displaystyle BE}, {\displaystyle CF}는 공점선이다.
- {\displaystyle AD'}, {\displaystyle BE'}, {\displaystyle CF'}은 공점선이다.

이는 각 변의 직선 위 두 점의 단순비가 서로 역수이기 때문이다.

### 공원점의 성질
점 {\displaystyle D}와 {\displaystyle D'}, {\displaystyle E}와 {\displaystyle E'}, {\displaystyle F}와 {\displaystyle F'}이 삼각형 {\displaystyle ABC}의 각 변 {\displaystyle BC}, {\displaystyle CA}, {\displaystyle AB}의 직선 위의 점이며, 이 6개의 점이 공원점을 이룬다고 하자. (즉, 삼각형 {\displaystyle DEF}와 {\displaystyle D'E'F'}의 외접원은 같다고 하자.) 그렇다면, 다음 두 조건이 서로 동치이다.
- {\displaystyle AD}, {\displaystyle BE}, {\displaystyle CF}는 공점선이다.
- {\displaystyle AD'}, {\displaystyle BE'}, {\displaystyle CF'}은 공점선이다.

이는 방멱 정리를 통해 증명할 수 있다.

### 중선의 성질
삼각형의 세 중선은 공점선이며, 삼각형의 무게 중심에서 만난다. 이는 세 중점의 단순비가 모두 1이기 때문이다.

### 각의 이등분선의 성질
삼각형의 세 내각의 이등분선은 공점선이며, 삼각형의 내심에서 만난다. 삼각형의 두 외각의 이등분선과 남은 한 내각의 이등분선 역시 공점선이며, 이들은 삼각형의 한 방심에서 만난다. 이는 각의 이등분선 정리에 의하여 내각 또는 외각의 이등분선과 대변의 교점의 단순비의 절댓값이 각의 두 이웃변의 길이의 비율과 같기 때문이다.

## 역사
1678년에 이탈리아의 수학자 조반니 체바가 처음 제시한 것으로 알려졌으나, 11세기 사라고사 타이파의 왕 유수프 알무타만 이븐 후드가 먼저 발견하였다.:193-194, §5.8

## 같이 보기
- 체바 직선
- 하루키 정리
- 메넬라오스 정리
- 각체바 정리